# Vinho dos Mortos
O Vinho dos Mortos é uma velha tradição portuguesa que data do início do século XIX, quando da Invasão Napoleônica do país. Os vinhateiros enterraram garrafas de vinho no chão para evitar pilhagem pelos soldados. Terminados os combates, os vinhos foram desenterrados e houve uma agradável surpresa. A bebida das garrafas estava com sabor (“bouquet”) ainda melhor, um vinho com graduação de 10º/11º, palhete, apaladado que tinha, então, uma gaseificação natural em função da temperatura constante e da escuridão. A tradição ganhou o nome “dos Mortos” em alusão às garrafas terem estado enterradas. Outro nome desse vinho´’ “Morto de Boticas” por ser cultivado principalmente em Vila de Boticas.
Como o tempo, a tradição foi se perdendo, até que a Capolib (Cooperativa Agrícola de Boticas (Alto Trás-os-Montes) criou um projeto para recuperar e preservar a bebida tradicional, inicialmente com uma inscrição no Registro Nacional de Propriedade Industrial e estudou um melhor Terroir. A microrregião vinhateira daí advinda inclui Boticas, Granja, partes de Pinho, Bessa, Quintas, Valdegas e Sapelas. Hoje os “Vinhos dos Mortos” podem se comprados inclusive pela Internet na época da safra.